# Flathead County
Flathead County är ett administrativt område i delstaten Montana, USA, med 90 928 invånare. Den administrativa huvudorten (county seat) är Kalispell. 
Del av Glacier nationalpark ligger i countyt. 

## Geografi
Enligt United States Census Bureau så har countyt en total area på 13 613 km². 13 204 km² av den arean är land och 410 km² är vatten. 

### Angränsande countyn
- Glacier County - öst
- Pondera County - öst
- Teton County - öst
- Lewis and Clark County - sydost
- Powell County - sydost
- Missoula County - sydost
- Lake County - syd
- Sanders County - sydväst
- Lincoln County - väst
- gränsar till Kanada i nord